# Qatar ExxonMobil Open
Qatar ExxonMobil Open — міжнародний щорічний професійний тенісний турнір. Проводиться на відкритих кортах з хардовим покриттям. Є частиною серії Туру ATP 250 зі Світового Туру ATP. Проводиться в січні на кортах Khalifa International Tennis Complex у місті Доха, Катар. Уперше, на професійному рівні, проведений в 1993 році.

## Фінали

### Одиночний розряд
| Рік  | Чемпіон                   | Фіналіст              | Рахунок                 |
| ---- | ------------------------- | --------------------- | ----------------------- |
| 1993 | Борис Бекер               | Горан Іванишевич      | 7–6(7–4), 4–6, 7–5      |
| 1994 | Стефан Едберг             | Паул Гаргейс          | 6–3, 6–2                |
| 1995 | Стефан Едберг (2)         | Магнус Ларссон        | 7–6(7–4), 6–1           |
| 1996 | Петр Корда                | Юнес Ель-Айнауї       | 7–6(7–5), 2–6, 7–6(7–5) |
| 1997 | Джим Кур'є                | Тім Генман            | 7–5, 6–7(5–7), 6–2      |
| 1998 | Петр Корда (2)            | Фабріс Санторо        | 6–0, 6–3                |
| 1999 | Райнер Шуттлер            | Тім Генман            | 6–4, 5–7, 6–1           |
| 2001 | Марсело Ріос              | Богдан Уліграх        | 6–3, 2–6, 6–3           |
| 2002 | Юнес Ель-Айнауї           | Фелікс Мантілья       | 4–6, 6–2, 6–2           |
| 2003 | Штефан Коубек             | Ян-Майкл Гембілл      | 6–4, 6–4                |
| 2004 | Ніколя Ескюде             | Іван Любичич          | 6–3, 7–6(7–4)           |
| 2005 | Роджер Федерер            | Іван Любичич          | 6–3, 6–1                |
| 2006 | Роджер Федерер (2)        | Гаель Монфіс          | 6–3, 7–6(7–5)           |
| 2007 | Іван Любичич              | Енді Маррей           | 6–4, 6–4                |
| 2008 | Енді Маррей               | Стен Вавринка         | 6–4, 4–6, 6–2           |
| 2009 | Енді Маррей (2)           | Енді Роддік           | 6–4, 6–2                |
| 2010 | Микола Давиденко          | Рафаель Надаль        | 0–6, 7–6(10–8), 6–4     |
| 2011 | Роджер Федерер (3)        | Микола Давиденко      | 6–3, 6–4                |
| 2012 | Жо-Вілфрід Тсонга         | Гаель Монфіс          | 7–5, 6–3                |
| 2013 | Рішар Гаске               | Микола Давиденко      | 3–6, 7–6(7–4), 6–3      |
| 2014 | Рафаель Надаль            | Гаель Монфіс          | 6–1, 6–7(5–7), 6–2      |
| 2015 | Давид Феррер              | Томаш Бердих          | 6–4, 7–5                |
| 2016 | Новак Джокович            | Рафаель Надаль        | 6–1, 6–2                |
| 2017 | Новак Джокович (2)        | Енді Маррей           | 6–3, 5–7, 6–4           |
| 2018 | Гаель Монфіс              | Андрій Рубльов        | 6–2, 6–3                |
| 2019 | Роберто Баутіста Аґут     | Томаш Бердих          | 6–4, 3–6, 6–3           |
| 2020 | Андрій Рубльов            | Корентен Муте         | 6–2, 7–6(7–3)           |
| 2021 | Ніколоз Басілашвілі       | Роберто Баутіста Аґут | 7–6(7–5), 6–2           |
| 2022 | Роберто Баутіста Аґут (2) | Ніколоз Басілашвілі   | 6–3, 6–4                |
| 2023 | Данило Медведєв           | Енді Маррей           | 6–4, 6–4                |
| 2024 | Карен Хачанов             | Якуб Меншик           | 7–6(14–12), 6–4         |
| 2025 | Андрій Рубльов            | Джек Дрейпер          | 7–5, 5–7, 6–1           |

### Парний розряд
| Рік  | Чемпіони                                    | Фіналісти                               | Рахунок               |
| ---- | ------------------------------------------- | --------------------------------------- | --------------------- |
| 1993 | Борис Бекер Патрік Кюнен                    | Шелбі Кеннон Скотт Мелвілл              | 6–2, 6–4              |
| 1994 | Олів'є Делетр Стефан Сіміан                 | Шелбі Кеннон Байрон Талбот              | 6–3, 6–3              |
| 1995 | Стефан Едберг Магнус Ларссон                | Андрій Ольховський Ян Сімерінк          | 7–6, 6–2              |
| 1996 | Марк Ноулз (тенісист) Деніел Нестор         | Якко Елтінг Паул Гаргейс                | 7–6, 6–3              |
| 1997 | Якко Елтінг Паул Гаргейс                    | Патрік Фредрікссон Магнус Норман        | 6–3, 6–2              |
| 1998 | Магеш Бгупаті Леандер Паес                  | Олів'є Делетр Фабріс Санторо            | 6–4, 3–6, 6–4         |
| 1999 | Алекс О'Браєн Джаред Палмер                 | Піт Норвал Кевін Ульєтт                 | 6–3, 6–4              |
| 2000 | Марк Ноулз (тенісист) (2) Максим Мирний     | Алекс О'Браєн Джаред Палмер             | 6–3, 6–4              |
| 2001 | Марк Ноулз (тенісист) (3) Деніел Нестор (2) | Жоан Бальсельс Андрій Ольховський       | 6–3, 6–1              |
| 2002 | Доналд Джонсон Джаред Палмер (2)            | Їржі Новак (тенісист) Давід Рікл        | 6–3, 7–6(7–5)         |
| 2003 | Мартін Дамм Цирил Сук                       | Марк Ноулз (тенісист) Деніел Нестор     | 6–4, 7–6(10–8)        |
| 2004 | Мартін Дамм (2) Цирил Сук (2)               | Штефан Коубек Енді Роддік               | 6–2, 6–4              |
| 2005 | Альберт Коста Рафаель Надаль                | Андрей Павел Михайло Южний              | 6–3, 4–6, 6–3         |
| 2006 | Йонас Бйоркман Максим Мирний (2)            | Крістоф Рохус Олів'є Рохус              | 2–6, 6–3, [10–8]      |
| 2007 | Ненад Зімоньїч Михайло Южний                | Мартін Дамм Леандер Паес                | 6–1, 7–6(7–3)         |
| 2008 | Філіпп Кольшрайбер Давід Шкох               | Джефф Кутзе Веслі Муді                  | 6–4, 4–6, [11–9]      |
| 2009 | Марк Лопес Таррес Рафаель Надаль (2)        | Деніел Нестор Ненад Зімоньїч            | 4–6, 6–4, [10–8]      |
| 2010 | Гільєрмо Гарсія-Лопес Альберт Монтаньєс     | Франтішек Чермак Міхал Мертиняк         | 6–4, 7–5              |
| 2011 | Марк Лопес Таррес (2) Рафаель Надаль (3)    | Даніеле Браччалі Андреас Сеппі          | 6–3, 7–6(7–4)         |
| 2012 | Філіп Полашек Лукаш Росол                   | Крістофер Кас Філіпп Кольшрайбер        | 6–3, 6–4              |
| 2013 | Крістофер Кас Філіпп Кольшрайбер            | Юліан Ноул Філіп Полашек                | 7–5, 6–4              |
| 2014 | Томаш Бердих Ян Гаєк                        | Александер Пея Бруно Соарес             | 6–2, 6–4              |
| 2015 | Хуан Монако Рафаель Надаль (4)              | Юліан Ноул Філіпп Освальд               | 6–3, 6–4              |
| 2016 | Фелісіано Лопес Марк Лопес Таррес (3)       | Філіпп Пецшнер Александер Пея           | 6–4, 6–3              |
| 2017 | Жеремі Шарді Фабріс Мартен                  | Вашек Поспішил Радек Штепанек           | 6–4, 7–6(7–3)         |
| 2018 | Олівер Марах Мате Павич                     | Джеймі Маррей Бруно Соарес              | 6–2, 7–6(8–6)         |
| 2019 | Давід Ґоффен П'єр-Юг Ербер                  | Робін Гаасе Матве Мідделкоп             | 5–7, 6–4, [10–4]      |
| 2020 | Роган Бопанна Веслі Колгоф                  | Люк Бембрідж Сантьяго Гонсалес          | 3–6, 6–2, [10–6]      |
| 2021 | Аслан Карацев Андрій Рубльов                | Маркус Даніелл Філіпп Освальд           | 7–5, 6–4              |
| 2022 | Веслі Колгоф (2) Ніл Скупскі                | Роган Бопанна Денис Шаповалов           | 7–6(7–4), 6–1         |
| 2023 | Роган Бопанна (2) Меттью Ебден              | Констан Лестьєнн Ботік ван де Зандсгулп | 6–7(5–7), 6–4, [10–6] |
| 2024 | Джеймі Маррей Майкл Вінус                   | Лоренцо Музетті Лоренцо Сонего          | 7–6(7-0), 2-6, [10-8] |
| 2025 | Джуліан Кеш Ллойд Ґласспул                  | Джо Солсбері Ніл Скупскі                | 6–3, 6–2              |

### Рекорди
Станом на 2024 рік:
- Найбільше титулів в одиночному розряді: 3
  -  Роджер Федерер (2005, 2006, 2011)
- Найбільше титулів в одиночному розряді підряд: 2
  -  Стефан Едберг (1994–1995)
  -  Роджер Федерер (2005–2006)
  -  Енді Маррей (2008–2009)
  -  Новак Джокович (2016-2017)
- Найбільше фіналів в одиночному розряді: 5
  -  Енді Маррей (2007, 2008, 2009, 2017, 2023)
- Найбільше фіналів в одиночному розряді підряд: 3
  -  Енді Маррей (2007–2009)
- Найбільше титулів у парному розряді: 4
  -  Рафаель Надаль (2005, 2009, 2011, 2015)
- Найбільше титулів у парному розряді підряд: 4
  -  Марк Ноулз (тенісист) (1996, 2000, 2001, 2003)
  -  Деніел Нестор (1996, 2001, 2003, 2009)
  -  Рафаель Надаль (2005, 2009, 2011, 2015)